# Martyniaceae
Martyniaceae é uma família de plantas angiospérmicas (plantas com flor - divisão Magnoliophyta), pertencente à ordem Lamiales e, portanto, está incluida na classe Magnoliopsida (Dicotiledóneas): desenvolvem desta forma embriões com dois ou mais cotilédones. São plantas herbáceas anuais, com raízes lenhosas e perenes. Raramente são arbustivas ou arbóreas .

Esta família é constituída por 17 espécies distribuídas entre 5 gêneros.

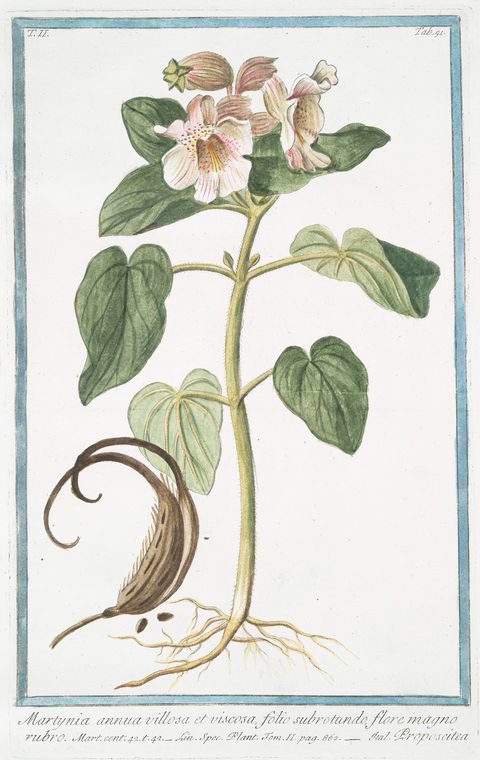
Ilustração botânica da Proboscidea louisianica

Somente dois gêneros da família têm ocorrência no Brasil, Ibicella e Holoregmia, com distribuição mais especificamente na Bahia. Presume-se que este último gênero possa ser endêmico do Brasil .
No sistema de classificação de Cronquist, os membros desta família eram integrados no ordem Scrophulariales, família Pedaliaceae.

## Espécies

### GêneroHoloregmia
- Holoregmia ness

### GêneroCraniolaria
- Craniolaria annua
- Craniolaria argentina
- Craniolaria integrifolia

### GêneroIbicella

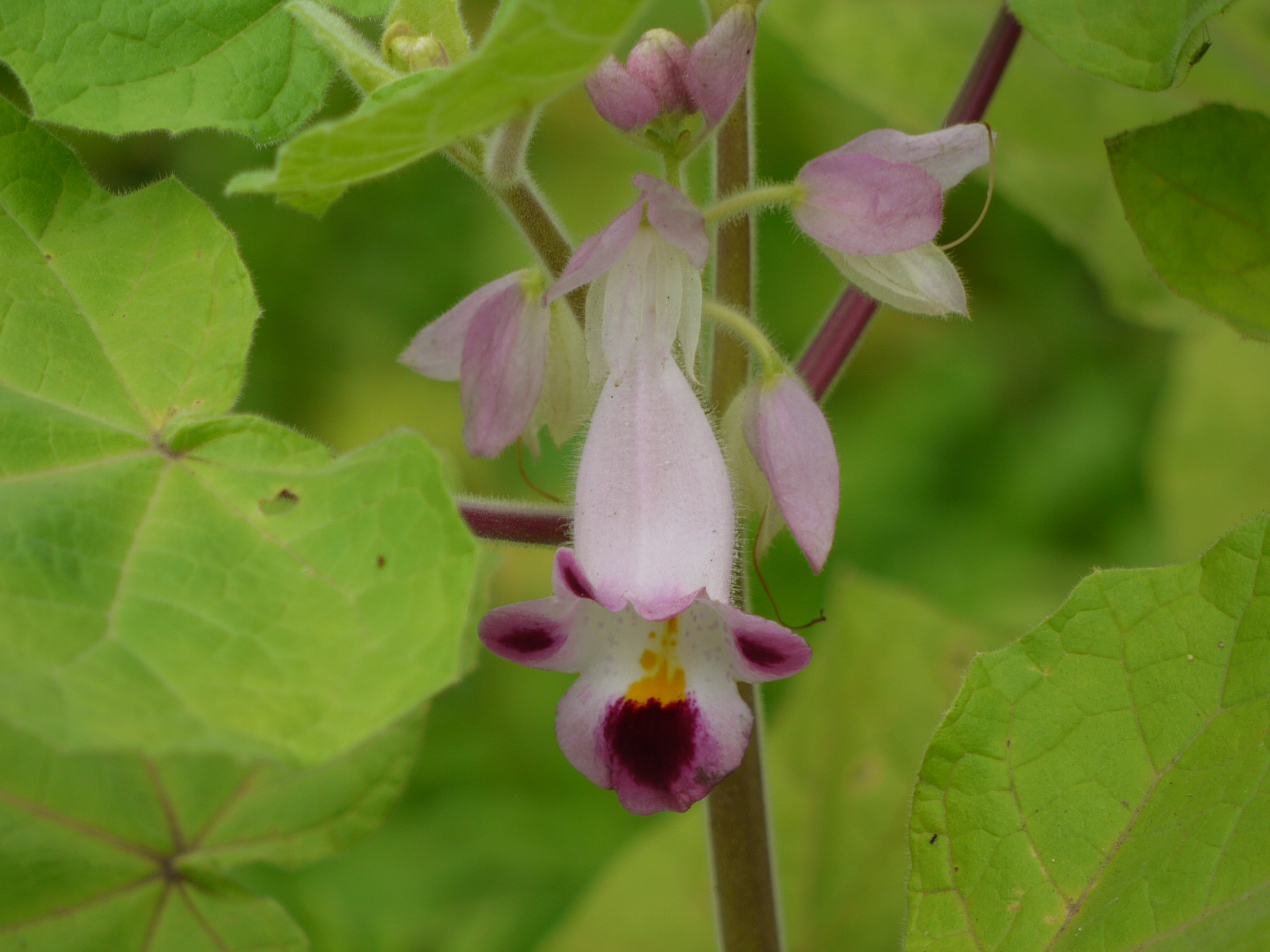
A flor de Martynia annua

- Ibicella lutea
- Ibicella nelsoniana
- Ibicella parodii

### GêneroMartynia
- Martynia annua
- Martynia jussieui
- Martynia palmeri

### GêneroProboscidea
- Proboscidea altheifolia
- Proboscidea arenaria
- Proboscidea fragrans
- Proboscidea louisiana
- Proboscidea lousianica
- Proboscidea parviflora
- Proboscidea triloba

## Relações Filogenéticas
Dentro da ordem Lamiales, a família Martyniaceae é considerada grupo irmão das famílias Acanthaceae e Pedaliaceae. 
Dentro da própria família, os gêneros Martynia e Proboscidea formam um clado monofilético que é grupo irmão do resto dos clados. Ibicella forma um clado monofilético sozinho, este que é grupo irmão do clado formado pelos gêneros Holoregmia e Craniolaria .

## Distribuição

### De ocorrência no Brasil
Esta família ocorre em quatro regiões do Brasil. No Nordeste, distribui-se nos estados da Bahia e do Ceará. Já na Região Centro-Oeste do Brasil ocorre no Mato Grosso e Mato Grosso do Sul, enquanto que na região Sudeste ocorre em Minas Gerais e São Paulo. Por fim, esta família se distribui pela região Sul inteira: Paraná, Santa Catarina e Rio Grande do Sul .

### Domínios Fitogeográficos
No Brasil, a família Martyniaceae ocorre na Caatinga, na Mata Atlântica, nos Pampas e Pantanal .

## Morfologia
A maioria das espécies dentro de Martyniaceae são anuais, eretas ou prostradas, ou perenes de vida curta. As folhas são largas, opostas, podendo ser ocasionalmente alternadas na parte superior da planta; são pecioladas, rotundas ou com forma de coração, simples ou ligeiramente lobadas, com uma margem integra ou dentada. Todas as partes da planta são cobertas com pêlos glandulares compostos de um caule unicelular e uma cabeça globular, apical e achatada, que produz uma resina que faz com que a planta fique grudenta; essa secreção é capaz de imobilizar pequenos insetos. Todas as partes vegetativas soltam um odor desagradável. As folhas são bifaciais e os estômatos são encontrados nos dois lados .
Como estrutura da inflorescência temos as flores que são arranjadas em racemos terminais. As brácteas pequenas, rotundas a oblongas, são efêmeras e membranosas. Ramos laterais que partem do eixo do último par de folhas embaixo do racemo pode produzir novos racemos; esses ramos podem exceder em altura o racemo primário, dando à planta um ar de pseudodicotomia. As flores são distintivamente pediceladas; na base do cálice existem dois profilos oblongos que podem ser coloridos e as vezes podem se tornar carnosos. 
As 5 sépalas são usualmente pequenas quando comparadas com a corola. Elas são ou praticamente livres ou conatas lateralmente por pelo menos metade de seu comprimento, formando um tubo com uma fenda ventral. A corola é composta por cinco pétalas com seu botão floral apontado para baixo. O tubo da corola é ou muito longo, estreito, cilíndrico e dilatado abruptamente em um copo campanulado no topo, ou relativamente pequeno, obliquamente campanulado e constrito na base. O limbo e os lobos da flor podem ser ou quase iguais ou então o limbo é bilabiado  .

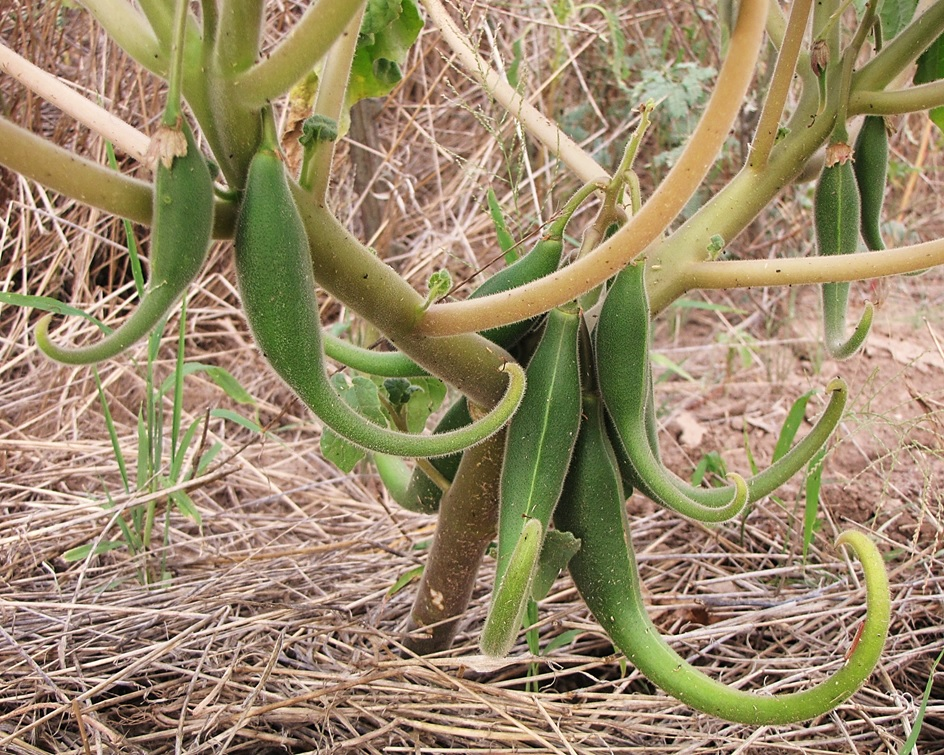
Os frutos da Proboscidea parviflora

O androceu consiste de cinco membros. Usualmente o estame mediano adaxial é apenas representado por um estaminódio, e os quatro estames férteis são didínamos. Todos os membros estão inseridos ou perto da base do tubo ou na base da porção superior campanulada do tubo e estão inclusas no tubo. A teca está completamente separada e se espalha em um ângulo de 180º; logo antes de abrir a flor as anteras são conectadas em pares. 
O ovário superior é composto de dois carpelos em posição média e é envolto por um disco anular hipógeo. As duas placentas parietais e massivas são em forma de T e dividem o ovário quase completamente em quatro componentes periféricos e uma lacuna central. Cada compartimento tem de um a numerosos óvulos; o estilete é filiforme e o estigma é bilobado e se apresenta na boca da corola, aprisionado no seu lado adaxial .

## Curiosidades
A família Martyniaceae possui vários usos: (i) uso ornamental, em que as flores grandes e vistosas e os frutos distintos são usados como decoração; (ii) uso alimentício, no qual suas raízes são usadas para alimentar gado no México e no Peru, e frutos imaturos podem ser consumidos como vegetais crus ou preparados por cozimento ou conserva; (iii) uso artesanal, no qual as plantas servem como fonte de fibra para a confecção de cestas; e (iv) como oleaginosas de terras áridas, com colheitas por hectare estimadas de 1000 kg de óleo e 675 kg de proteína .